# Dencsháza
Dencsháza é um município da Hungria, situado no condado de Baranya. Tem 13,98 km² de área e sua população em 2019 foi estimada em 553 habitantes.